# Plodršnica
Plodršnica je naselje v Občini Šentilj.